# Swołowo
Swołowo (Duits: Schwolow) is een dorp in de Poolse woiwodschap Pommeren. De plaats maakt deel uit van de gemeente Słupsk en telt 240 inwoners.